# Atletismo nos Jogos Pan-Americanos de 2011 - 100 m com barreiras feminino
A competição dos 100 m com barreiras feminino foi um dos eventos do atletismo nos Jogos Pan-Americanos de 2011, em Guadalajara. Foi disputada no Estádio Telmex de Atletismo entre os dias 25 e 26 de outubro.

## Calendário
Horário local (UTC-6).
| Data          | Horário | Fase       |
| ------------- | ------- | ---------- |
| 25 de outubro | 15:50   | Semifinais |
| 26 de outubro | 17:20   | Final      |

## Medalhistas
| Ouro   | USA Yvette Lewis |
| Prata  | CAN Angela Whyte |
| Bronze | COL Lina Flórez  |

## Recordes
Recordes mundial e pan-americano antes da disputa dos Jogos Pan-Americanos de 2011.
| Tipo                             | Atleta                 | Tempo | Local          | Data                 |
| -------------------------------- | ---------------------- | ----- | -------------- | -------------------- |
|                                  | Yordanka Donkova       | 12.21 | Stara Zagora   | 20 de agosto de 1988 |
| Recorde dos Jogos Pan-Americanos | Delloreen Ennis-London | 12.65 | Rio de Janeiro | 25 de julho de 2007  |

## Resultados

### Semifinais
As três melhores atletas de cada bateria mais as duas atletas mais velozes, se classificaram para a final. 
| Pos. | Bateria | Atleta             | País                     | Tempo | Obs. |
| ---- | ------- | ------------------ | ------------------------ | ----- | ---- |
| 1    | 2       | Yvette Lewis       | USA Estados Unidos       | 12.88 | Q    |
| 2    | 2       | Yenima Arencibia   | CUB Cuba                 | 13.13 | Q    |
| 3    | 1       | Brigitte Merlano   | COL Colômbia             | 13.18 | Q    |
| 4    | 1       | Angela Whyte       | CAN Canadá               | 13.18 | Q    |
| 5    | 2       | Lina Flórez        | COL Colômbia             | 13.26 | Q    |
| 6    | 1       | Christie Gordon    | CAN Canadá               | 13.36 | Q    |
| 7    | 1       | Maíla Machado      | BRA Brasil               | 13.36 | q    |
| 8    | 2       | Lavonne Idlette    | DOM República Dominicana | 13.40 | q    |
| 9    | 1       | Belkis Milanes     | CUB Cuba                 | 13.56 |      |
| 10   | 1       | Gabriela Santos    | MEX México               | 13.85 |      |
| 11   | 2       | Jeimmy Bernardez   | HON Honduras             | 13.92 |      |
| 12   | 2       | Petra McDonald     | BAH Bahamas              | 14.09 |      |
| 13   | 1       | Daniela Castillo   | ECU Equador              | 14.37 |      |
| 14   | 2       | Giuliana Franciosi | PER Peru                 | 14.67 |      |

### Final
| Pos.              | Atleta           | País                     | Tempo | Obs.                 |
| ----------------- | ---------------- | ------------------------ | ----- | -------------------- |
| Medalha de ouro   | Yvette Lewis     | USA Estados Unidos       | 12.81 |                      |
| Medalha de prata  | Angela Whyte     | CAN Canadá               | 13.09 |                      |
| Medalha de bronze | Lina Flórez      | COL Colômbia             | 13.09 |                      |
| 4                 | Brigitte Merlano | COL Colômbia             | 13.10 |                      |
| 5                 | Maíla Machado    | BRA Brasil               | 13.14 | Recorde da temporada |
| 6                 | Yenima Arencibia | CUB Cuba                 | 13.22 |                      |
| 7                 | Christie Gordon  | CAN Canadá               | 13.48 |                      |
| 8                 | Lavonne Idlette  | DOM República Dominicana | 13.62 |                      |

Legenda
| Recorde mundial                  | Recorde mundial (World record)               |                       | Recorde africano                      | Recorde africano (African) |                                           | Q | Classificado por posição (Qualified) |
| Recorde dos Jogos Pan-Americanos | Recorde pan-americano (Pan-American record)  | Recorde da América    | Recorde da América (Americas)         | q                          | Classificado por melhor tempo (Qualified) |   |                                      |
| Melhor marca do ano              | Melhor marca do ano (World leading)          | Recorde asiático      | Recorde asiático (Asian)              | DNS                        | Não largou (Did not start)                |   |                                      |
| Recorde nacional                 | Recorde nacional (National record)           | Recorde europeu       | Recorde europeu (European)            | DNF                        | Não terminou (Did not finish)             |   |                                      |
| Recorde pessoal                  | Recorde pessoal do atleta (Personal best)    | Recorde da Oceania    | Recorde da Oceania (Oceania)          | DSQ / DQ                   | Desclassificado (Disqualified)            |   |                                      |
| Recorde da temporada             | Recorde da temporada do atleta (Season best) | Recorde sul-americano | Recorde sul-americano (South America) | NM                         | Sem marca (No mark)                       |   |                                      |